# Gerhard Höhn
Gerhard Höhn (* 16. Mai 1939 in Düsseldorf) ist ein deutscher Literaturwissenschaftler, der seine schriftstellerische Tätigkeit in den vergangenen Jahrzehnten der Vermittlung der intellektuellen Kultur Deutschlands und Frankreichs gewidmet hat.

## Leben und Werk
Höhn besuchte in Düsseldorf das Humboldt-Gymnasium bis zum Abitur 1959. Danach studierte er Germanistik und Philosophie in München, Bonn und Paris. 1962 übersiedelte er nach Paris, wo er 1968 an der Sorbonne mit einer Arbeit über Hegels Kritik der Reflexionsphilosophie der Subjektivität promoviert wurde.
Ab 1970 nahm er eine Lehrtätigkeit als Assistent und Dozent am Philosophischen Seminar der Universität Caen (Normandie) auf. Seit Ende der 1960er Jahre publizierte er in deutschen und französischen Medien.
Mit Beginn der 1980er Jahre beschäftigte er sich intensiv und kontinuierlich mit Person und Werk Heinrich Heines, als dessen Ertrag das von der Fachwelt hochgelobte voluminöse (590 Seiten) Heine-Handbuch hervorging.
2015 kehrte er von seinem Wohnort Barbizon bei Paris in seine Geburtsstadt Düsseldorf zurück.

## Schriften (Auswahl)
- Heine-Handbuch. Zeit – Person – Werk. 1. Auflage 1987, 2. Auflage 1997, 3. Auflage 2004. Metzler, Stuttgart–Weimar, ISBN 3-476-01965-9.
- Hegelsche Dialektik und moderne Logik. Antwort auf Günter Poschs „Hegelsche Dialektik und Dialektischer Unsinn“. In: conceptus, zeitschrift für philosophie. jahrgang III, Nr. 3 und 4, 1969.
- Ein neues Jacobi-Bild. In: Zeitschrift für Philosophische Forschung. Band 24, Heft 1. 1970.
- Die Geburt des Nihilismus und die Wiedergeburt des Logos. F. H. Jacobi und Hegel als Kritiker der Philosophie. In: Klaus Hammacher (Hrsg.): Friedrich Heinrich Jacobi. Philosoph und Literat der Goethezeit. Vittorio Klostermann, Frankfurt am Main 1971.
- Malaise dans le capitalisme: entre fascisme et romantisme. In: Les Temps Modernes, 37. Jg., Nr. 415 (Februar 1981), S. 1407–1433.
- Adorno face à Heine ou le couteau dans plaie. In: Revue D'Esthétique, 1985.
- Heine. Baudelaire. Kontrastästhetik. In: Heine-Jahrbuch 2021, S. 27–66.